# Philippe Bendjoya
Philippe Bendjoya est un astronome français.
Alors qu'il était encore jeune étudiant, il a co-découvert le 25 mars 1993 aux côtés de Carolyn et Gene Shoemaker et David Levy la comète D/1993 F2, alias Shoemaker-Levy 9, qui s'est écrasée seize mois plus tard sur Jupiter.
En 1998, il publie un livre intitulé Collisions dans le système solaire.
Il travaille en tant que professeur au Laboratoire J.-L. Lagrange (Observatoire de la Côte d'Azur | Mont Gros) à l'Université Nice Sophia Antipolis,. Il fait partie du projet C2PU (Centre pédagogique planète et univers). L'astéroïde (4684) Bendjoya (1978 GJ) a été nommé en son honneur.